# Andrea Pavlincová
Andrea Pavlincová (* 7. října 1996 Brno) je bývalá česká reprezentantka a sportovní lezkyně, mistryně ČR a vítězka Českého poháru, juniorská mistryně ČR a vítězka Českého poháru mládeže v lezení na obtížnost.
Studovala na střední škole "Bezpečnostně právní akademie Brno", v lezení ji trénovala Helena Lipenská. Se závody skončila v roce 2014, v roce 2015 se účastnila ještě jednoho kola Českého poháru.

## Výkony a ocenění
- 2010: na Mistrovství světa juniorů získala bronz v lezení na obtížnost v kategorii B
- 2010-2013: v Českém poháru mládeže získala celkem dvanáct zlatých a tři stříbrné medaile, celkově dvakrát vyhrála v lezení na obtížnost

## Závodní výsledky
| Obtížnost  | 0                    |
| jednotlivě | 31,-,-,-,-,-,35,-,40 |

| Mistrovství ČR | Mistrovství ČR |
| Rok            | 2012           |
| -------------- | -------------- |
| Obtížnost      | 1              |

| Český pohár (nalevo jsou poslední závody v roce) | Český pohár (nalevo jsou poslední závody v roce) | Český pohár (nalevo jsou poslední závody v roce) | Český pohár (nalevo jsou poslední závody v roce) |
| Rok                                              | 2012                                             | 2013                                             | 2015                                             |
| ------------------------------------------------ | ------------------------------------------------ | ------------------------------------------------ | ------------------------------------------------ |
| Obtížnost                                        | 1                                                | 4                                                | 11                                               |
| jednotlivě (3/1/2)                               | ,                                                | -,4,,                                            | -,-,-,6                                          |
| Bouldering                                       | 9                                                | —                                                | —                                                |
| jednotlivě                                       | -,-,5,6                                          | —                                                | —                                                |

| Mistrovství světa juniorů | Mistrovství světa juniorů | Mistrovství světa juniorů | Mistrovství světa juniorů |
| Rok                       | 2010 kat. B               | 2011 kat. B               | 2012 kat. A               |
| ------------------------- | ------------------------- | ------------------------- | ------------------------- |
| Obtížnost                 | 3                         | 12                        | 22                        |

| Mistrovství Evropy juniorů | Mistrovství Evropy juniorů |
| Rok                        | 2012 kat. A                |
| -------------------------- | -------------------------- |
| Obtížnost                  | 11                         |

| Evropský pohár juniorů (nalevo jsou poslední závody v roce) | Evropský pohár juniorů (nalevo jsou poslední závody v roce) | Evropský pohár juniorů (nalevo jsou poslední závody v roce) | Evropský pohár juniorů (nalevo jsou poslední závody v roce) | Evropský pohár juniorů (nalevo jsou poslední závody v roce) |
| Rok                                                         | 2010 kat. B                                                 | 2011 kat. B                                                 | 2012 kat. A                                                 | 2013 kat. A                                                 |
| ----------------------------------------------------------- | ----------------------------------------------------------- | ----------------------------------------------------------- | ----------------------------------------------------------- | ----------------------------------------------------------- |
| Obtížnost                                                   | 5                                                           | 6                                                           | 8                                                           | 24-25                                                       |
| jednotlivě                                                  | 4,18,7,5,4                                                  | 7,8,11,,8                                                   | 7,20,9,10,-,10                                              | -,15                                                        |

| Mistrovství ČR mládeže | Mistrovství ČR mládeže | Mistrovství ČR mládeže |
| Rok                    | 2011 kat. B            | 2012 kat. A            |
| ---------------------- | ---------------------- | ---------------------- |
| Obtížnost              | 2                      | 1                      |

| Český pohár mládeže (nalevo jsou poslední závody v roce) | Český pohár mládeže (nalevo jsou poslední závody v roce) | Český pohár mládeže (nalevo jsou poslední závody v roce) | Český pohár mládeže (nalevo jsou poslední závody v roce) | Český pohár mládeže (nalevo jsou poslední závody v roce) |
| Rok                                                      | 2010 kat. B                                              | 2011 kat. B                                              | 2012 kat. A                                              | 2013 kat. A                                              |
| -------------------------------------------------------- | -------------------------------------------------------- | -------------------------------------------------------- | -------------------------------------------------------- | -------------------------------------------------------- |
| Obtížnost                                                | 1                                                        | 1                                                        | 4                                                        | 6                                                        |
| jednotlivě (12/3/0)                                      | ,                                                        | ,                                                        | -,-,,-,-,,                                               | -,-,-,-,,                                                |

## Skalní lezení
- Sofia, 7c+, Moravský kras